# Браун, Паула
Паула Браун (венг. Braun Paula; ) — венгерская пианистка и музыкальный педагог.

## Биография
Паула Браун родилась 22 мая 1881 года в городе Будапеште.
Училась игре на фортепиано в Академии музыки имени Ференца Листа у Арпада Сенди, а затем в Берлине у Эдвина Фишера.
Вернувшись в Будапешт, работала ассистентом в классе Сенди, в 1906 году аккомпанировала певице Илоне Дуриго в её гастрольном туре по Европе.
В 1920—1945 годах вела класс фортепиано в Музыкальной школе Фодора (среди учеников Браун, в частности, Аги Ямбор).
Паула Браун умерла 24 апреля 1962 года в родном городе.

## Педагогические сочинения
- A kéztartás és billentés módszere. — Budapest, 1908.
- Legfelső tanulmányok zongorán külön és két kézre. — Budapest, 1912.
- Die ersten 18 Klavierlektionen. — Bruxelles, 1932.